# امامزاده‌های صحرای باغ
صحرای باغ جلگه‌ای بلوکی در جنوب شهر لار فارس در ایران است که امروز در تقسیمات کشوری جزو لارستان می‌باشد، وآخرین مرز لارستان واستان فارس به استان هرمزگان است. 
بعضی از امامزاده‌ها در صحرای باغ  با ورود اسلام به منطقه لارستان به اینجا آمده‌اند که تعدادی از آنها در جنگ با زرتشتیان و یهودیان کشته شده اند، و بعضی هم به مرگ طبیعی درگذشته در این مناطق به خاک سپرده شده اند. از امامزاده‌هایی که در این منطقه وجود دارند و زیارتگاه عده‌ای از مریدان و مردم این منطقه می‌باشد عبارت‌اند از:
- آرامگاه شیخ عبادالله انصار روستای دهمیان واقع در جنوب روستا محله پایین روستای  دهمیان از قدیمی ترین روستاهای بخش صحرای باغ می باشد.

- سلطان پیر دید رسید نور دیده، آرامگاه ایشان در مشرق روستای زروان و در زیر نخلستان کادان واقع است.

- شاه سیف الله القتال واقع در عماد ده، سید محمد عمر سیف الله القتال که جد سادات صحرای باغ و کَل و پَسبَند و دهستان دهتل و گوده و فرامرزان و منطقه می‌باشند، در زمان اتابکان فارس از بغداد به این منطقه مهاجرت کرده اند. آرامگاه ایشان در روستای عماده ده زیارتگاه تمام اهالی منطقه لارستان است.

- همچنین در هرمود، خلور، روستای باغ، گوده، کوخرد و دیگر نقاط منطقه لارستان و بستک آرامگاه‌های متعددی از علماء و شیوخ وسادات وجود دارد که مورد احترام خاص و عام می‌باشد.

## منبع
- جعفر، روئین تن زروانی، محمد امین . (صحرای باغ در گذرگاه تاریخ)  ج۱. چاپ اول، دبی: سال انتشار ۲۰۰۴ میلادی.